# 倭系百濟官僚
倭系百濟官僚（日语：／ Wakei Kudara kanryō），又稱日系百濟官僚，是在百济擔任官僚的日本人（倭人）。

## 概要
百济蓋鹵王二十一年（475年），百濟首都慰禮城被高句丽攻陷，百济王室被迫迁都并恢复国力。倭国繼体朝（507年至531年）、百濟武寧王時期（501年至522年），开始有倭国人到朝鮮活動，積極介入百济政坛，并在6世纪初进入高潮期。其中，不僅有倭国正式派遣的使者，還有自行前来的倭国豪族。这些倭人短期、長期或者永久居住在朝鮮，在倭国欽明朝至敏達朝时期（540年代至580年代），其居留期間生下的后代开始在百濟擔任官僚，被称为“倭系百濟官僚”。

## 考證
笠井倭人認為「起用日系百濟官僚的意義……在於百濟試圖強化南下体制」，「百濟對倭關係外交最為迫切時，（他們）成為百濟的期望而獲起用……作為兩國橋梁而活躍」，即百濟在受高句丽壓迫而南遷的過程中，認識到與倭国合作的必要，而任用倭人官僚。田中史生認為倭系百濟官僚是「與多個王權保持多重聯繫的人」，「被期望負責實地的從事王權外交」，百濟在南遷時為恢復勢力而推進南進政策，為此有必要與倭國外交合作，起用倭人官僚，但倭人仍與倭王權保持聯繫，兼具這兩種屬性而能在外交現場協調日本與百濟的利害。
金起燮認為參與百濟對中国外交的人物多為華裔百濟人（張威、張茂、高達、會邁、慕遺、楊茂、王茂、張塞、陳明、王辯那、王孝鄰、燕文進），與之類似，百濟希望倭系百濟官僚充當以大和王权對百濟軍事援助為主的百濟對倭關係橋梁，而在對倭国外交方面任用倭系外交官。

## 人物
李在碩六世紀代的倭系百濟官僚及其本質歸納的倭系百濟官僚有穗積押山、斯那奴阿比多、紀彌麻沙、物部麻奇牟、斯那奴次酒、物部用歌多、許勢哥麻、物部哥非、科野新羅、物部烏、日羅、既酒臣、印支彌、吉備臣、河內直、日佐分屋、河內部阿斯比多、有至臣。

### 引用
1. ↑  李在碩. . 駒澤史学 62. 駒澤史學會. 2004-03: 52  [2023-11-10]. （原始内容存档于2022-10-08）.
2. ↑  河內 2017，第115頁.
3. ↑  河內 2017，第110-111頁.
4. ↑  金起燮.  . 韓國女性史學會. 2017: 10.
5. ↑  李在碩. . 駒澤史学 62. 駒澤史學會. 2004-03: 38-39  [2023-11-10]. （原始内容存档于2022-10-08）.

### 來源
- 仁藤敦史（日语：仁藤敦史）. . 国立歷史民俗博物館研究報告 217. 國立歷史民俗博物館. 2019-09.
- . . 東洋學 第68輯 (檀國大學東洋學研究院). 2017-07: 122-125. （原始内容 (PDF)存档于2022-04-23）.
- 李在碩.  . 韓國古代史研究 20輯. 韓國古代史學會. 2000-12-01.
- 河內春人（日语：河内春人）.  . . . 2017-03.